# Surabhi
En el marco de la mitología hindú, Surabhí es una vaca fabulosa.
- सुरभि, en letra devánagari.

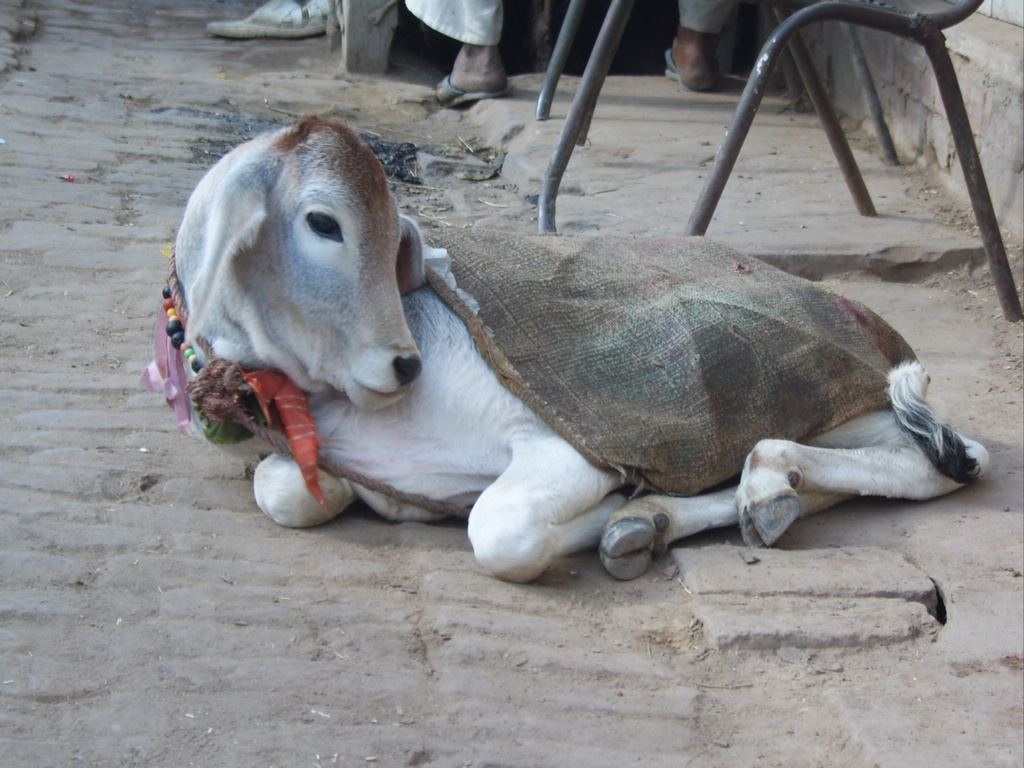
Una vaca descansa en una calle de la sagrada ciudad de Vrindávan (India), donde se cree que cada vaca es una surabhí y puede complacer todos los deseos (exclusivamente espirituales).

- surabhi, en el sistema IAST de transliteración.

## Etimología
Se la conoce por varios nombres:
- Kalmā́ṣī (vaca con manchas)[1]
- Kalpadhenu (deseos ordeña)
- Kāmadhenu (deseos ordeña)
- Kāmadugha (deseos ordeña)
- Kāmaduh (deseos ordeña)
- Nandinī
  - ‘hija’[2]
  - ‘cuñada’ (hermana del esposo)
  - otro nombre de Durgā.[3]
  - Gaṅgā.
  - el río Bāṇa-nāśa[4]
  - una de las mātṛs (nodrizas) que atendieron al dios de la guerra Skanda[2]
  - de una vaca fabulosa (madre de Surabhí y propiedad del sabio Vasiṣṭha).[5]
  - madre de Vyāḍi
- Savala[cita requerida]
- Surabhí (según el Sanskrit-English Dictionary del sanscritólogo británico Monier Monier-Williams (1819-1899) tiene los siguientes significados:
  - su-rabh: ‘mucho-abrazar’, afectar placenteramente, fragancia, perfume.
  - cualquier vaca (de acuerdo con varios lexicógrafos: una vaca color café).[6]
  - dulce fragancia, aromático.[7]
  - fragancia, perfume, cualquier sustancia de aroma dulce.[8]
  - encantador, amable, complaciente.[9]
  - famosa, celebrada.[10]
  - mejor, excelente, buena, virtuosa.[8]
  - amistosa, amiga.[11]
  - nombre de varias plantas y sustancias fragantes (según L. Michelia Champaka, Nauclea Cadamba, un tipo de jazmín y nutmeg).[12]
  - la primavera.[13]
  - el mes de chaitra.[8]
  - nombre de varias plantas (Boswellia, Thurifera; Prosopis Spicigera o Mimosa Suma).[8]
  - licor alcohólico (surā, murā).[8]
  - la Tierra.[8]
  - azufre.[8]
  - oro.[8]
  - Saurabheya: descendientes o adoradores de Surabhí.
  - Surabheḥ sutāḥ, ‘los hijos de Surabhí’, o sea el ganado.[14]

## Origen
Según una leyenda, Kamadhenu apareció en la Tierra como una de las cosas preciosas que surgieron en el Samudra manthan (batido del océano).
Según otra leyenda,[cita requerida] era hija del patriarca Daksha. Su madre no se nombra, pero podría ser Sarahí (hija de Daksha).
También se nombra como su madre a la vaca Nandinī (propiedad del sabio Vásishtha) y un toro desconocido.
Fue esposa del sabio humano Kashiapa (progenitor de las razas humanas).
Luego del batido del océano, los dioses la presentaron a los sapta-rishis (siete sabios) y ella se convirtió en propiedad del sabio Vásishtha.
Es la madre de todo el ganado y de los Rudras.
Generalmente se la identifica con Káma Dhenu (que otorga todos los deseos, la vaca de la abundancia; siendo kāma: ‘deseos’ y dhenú: ‘que da leche’). En letra devánagari se escribe कामधेनु.
También se la considera una de las matrís (madres de la humanidad).
Como su hija Nandini, puede otorgar cualquier deseo a un buscador sincero.
Kámadhenu proveyó al sabio Vásishta de todas sus necesidades para realizar sacrificios.

## Leyenda
Cuando los ocho Vasus visitaron con sus esposas el áshram de Vasishtha, a una de las esposas le gustó mucho la vaca, y le pidió a su esposo que la robara.
Él la robó con la ayuda de los demás.
Vashishta se dio cuenta y lo maldijo a vivir muchos años en el mundo de los hombres (aunque luego suavizó la maldición, y le dijo que sería uno de los hombres más ilustres de su tiempo).
Él nació como Bhishmá.
Los siete Vasus que lo asistieron recibieron una maldición suavizada: serían liberados de su nacimiento humano tan pronto como nacieran.
Los otros siete nacieron como los hermanos mayores de Bhishma, que fueron ahogados por su madre Ganga (el Ganges) apenas paridos.
El Rāmāiaṇa relata que el poderoso rey Vishuá Mitra visitó una vez el áshram de Vasishtha y fue recibido con gran hospitalidad.
Allí vio a la invaluable Kamadhenu, que había generado todas las cosas deliciosas que habían comido.
Su corazón se llenó de codicia por poseerla.
Le ofreció a Vasishtha todo lo que poseía, pero su oferta fue declinada.
Trató de llevársela a la fuerza, pero Kamadhenu se liberó y mágicamente evocó a guerreros para defenderla a ella y a su amo.
Visvamitra trajo a cientos de sus hijos para pelear por ella, pero Vasishtha los redujo a cenizas con un ardiente soplo de rabia de su boca.
En la larga y fiera lucha entre Vasishtha y Visvamitra, éste sufrió una humillante derrota.
Por esta razón resolvió convertirse en un brahmarishi por su propio mérito y así igualarse a su rival brahmán.
Según otra leyenda,[cita requerida] Kamadhenu fue matada por el rey exiliado Trisanku para darle de comer a los hijos de Visvamitra.
El ternero de Kamadhenu fue adquirido por el sabio Yamadagní tras años de penitencia.
Fue robado por el rey jaijaia Kartaviria.
El hijo de Jamadagni, Parasurama (que era una encarnación de Vishnú aunque no lo sabía), para vengar la afrenta, mató 21 generaciones de chatrías.

## Templos relacionados
- Templo Sikkal Singaravelan
- Templo Ramachandrapura Math

## Programa de televisión (años noventa)
Surabhī también fue un programa de televisión muy popular en los años noventa en Doordarshan, el canal estatal que muestra aspectos de la cultura de la India.